# 1987年飓风艾米莉
飓风艾米莉（英語：Hurricane Emily）是活跃度低于平均水平的1987年大西洋飓风季形成的唯一一场大型飓风，源自9月20日离开非洲西海岸的东风波。气旋很快就达到飓风强度，然后快速增强。9月22日，风暴达到持续风速每小时205公里，最低气压958毫巴（百帕，28.29英寸汞柱）的最高强度。接下来气旋略有减弱，强度回落至萨菲尔-辛普森飓风等级下的二级飓风标准并登陆多米尼加共和国。降级成热带风暴后，艾米莉快速朝东北方向穿越大西洋，在此期间进入第二轮快速增强期，再于9月25日直接从百慕大上空经过。次日，美国国家飓风中心发布针对飓风的最后一份公告，宣布风暴转变成温带气旋。
飓风艾米莉于9月21日在向风群岛产生狂风暴雨，导致大量民宅受损，香蕉产业遭受重创，向风群岛的损失总额约为29万1000美元。风暴袭击多米尼加共和国时虽然强度很高，但当地遭受的破坏程度只达到中等水平，共有三人丧生，经济损失约为3000万美元。气旋之后出人意料地快速强化，对百慕大构成重大打击，导致价值5000万美元的破坏，还令16人受伤。

## 气象历史
飓风艾米莉源自9月13日离开非洲西南岸的东风波，这股东风波同热带辐合带关联，在低纬度洋面向西移动。天气系统的组织结构很不稳定，其中的深层对流和外流在连续几天里虽有发展，但又经常减弱，一直不成气候。到了9月18日，这片热带扰动进入存在下沉气流的海域，这种情况不利于热带气旋发展。两天后，天气系统同热带辐合带分离，并且很快就在巴巴多斯东南方向975公里洋面发展成这年大西洋飓风季的第十二号热带低气压。
9月20日，气旋逐渐增强，于协调世界时下午18点达到热带风暴标准并获名“艾米莉”（Emily）。风暴围绕强烈副热带高压脊的边缘总体朝西北偏西方向移动，其中心到9月21日中午12点时已直接从圣文森特岛上空经过，风暴此时的风速为每小时85公里。受上方的反气旋影响，艾米莉在快速朝伊斯帕尼奥拉岛逼近的同时快速增强。从9月21日下午18点至9月22日下午18点的24小时里，风暴中心气压降至958毫巴（百帕，28.29英寸汞柱），降幅达44毫巴（百帕），风速也提升到每小时205公里，在萨菲尔-辛普森飓风等级下已接近三级飓风强度上限，艾米莉至此成为1987年大西洋飓风季唯一的大型飓风。飓风猎人侦察机在艾米莉达到最高强度时测得的飞行高度层风速达每小时250公里，气压低至949毫巴（百帕，28.02英寸汞柱），但这项气压数值没有得到正式确认。

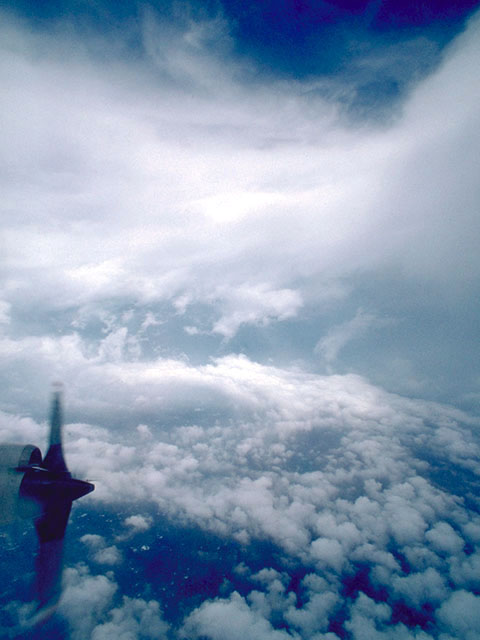
9月22日，飓风猎人拍下艾米莉风眼的照片

9月22日晚至9月23日清晨，飓风在登陆前略有减弱。凌晨3点左右，艾米莉的风眼从巴拉奥纳和巴尼之间上岸，气旋此时的风速仍达每小时175公里。登陆不到12小时后，飓风已降级成热带风暴，以风力时速100公里强度从海地附近进入大西洋。受几乎没有移动的锋面天气系统影响，气旋在行经巴哈马东部期间大幅减弱。艾米莉总体保持北上趋势，环流中心于9月24日从距伊纳瓜岛和马亚瓜纳岛非常近的位置掠过。
9月24日中午，艾米莉已嵌入中纬度西风带并快速朝东北移动。美国国家飓风中心预计风暴会同东北方向的锋面天气系统融合，进而在24小时内转变成温带气旋。但是，艾米莉实际上却出人意料地在9月25日进入第二轮快速增强期，强化速度一度达到爆发增强标准，中心气压每小时降幅达2.5毫巴。到了早上6点，风暴已再度达到飓风标准，其中心于11点45分直接从百慕大上空经过，此时风速达到每小时140公里。不久后，气旋达到第二波强度高峰，风力时速达到150公里，最低气压974毫巴（百帕，28.76英寸汞柱）。
9月25日，艾米莉继续朝东北方向前进，移动速度还在不断提升，于当晚达到每小时85公里。风暴开始转变成温带气旋，前进速度达到每小时100公里峰值，这样高的移动速度在有纪录以来所有热带气旋中也可以排到第三位。飓风同斜压区相互影响，于9月26日下午18点完全转变成温带气旋，气象机构随即发布最后一份公告。

## 防灾措施

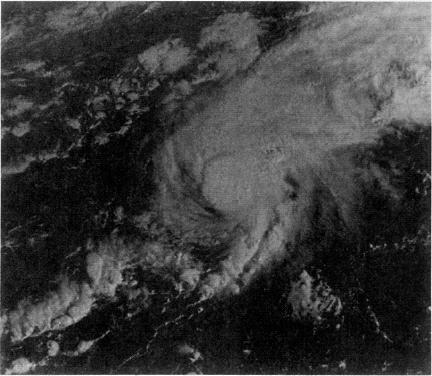
飓风艾米莉位于百慕大附近

9月21日热带风暴艾米莉快速逼近向风群岛时，格林纳达、巴巴多斯、圣文森特岛和圣卢西亚收到热带风暴警告，马提尼克接获热带风暴观察预警。风暴经过这些岛屿后，上述观察预警和警告都在当晚中止。9月22日清晨，多米尼加共和国南部沿海地区、海地南部和国西南半岛进入飓风警告生效状态。艾米莉达到大型飓风标准后，气象部门预计气旋登陆时仍会有飓风强度，所以向海地北部发布飓风警告。当晚，巴哈马东南部和特克斯和凯科斯群岛收到飓风观察预警。气象机构预计风暴会在巴哈马上空重新增强后，飓风观察预警又升级成飓风警告。
美国国家飓风中心预计艾米莉9月23日的移动路线会更朝西侧偏移，所以向巴哈马西北部发出飓风观察预警，之后又升级成飓风警告，并向古巴东部发布飓风警告。9月24日清晨，由于艾米莉已进入大西洋上空，加勒比群岛及巴哈马的所有观察预警和警告全部中止。9月25日，百慕大收到特别公告，称该岛很可能会受到热带风暴强度大风影响。随着气旋出人意料地大幅增强，百慕大又收到另一份特别公告，称该岛可能会在9月25日受到飓风强度狂风袭击。风暴当晚经过该国后，上述公告停止生效。
向风群岛各地的学校和企业在风暴逼近前关闭。多米尼加共和国首都圣多明哥约有6000人在气旋来袭前撤离。虽然艾米莉自始至终没有朝佛罗里达州逼近，但该州官员还是建议居民严加防范。政府官员探讨艾米莉袭击该州的可能，对飓风保持警惕。特克斯和凯科斯群岛居民从低洼地区疏散到各个岛屿上的避难所。
9月25日，随着艾米莉逼近加拿大近海水域，成立尚不足一个月的加拿大飓风中心首次针对热带气旋发布公告，称纽芬兰岛东南方向海域有可能出现狂风暴雨。

## 影响和善后

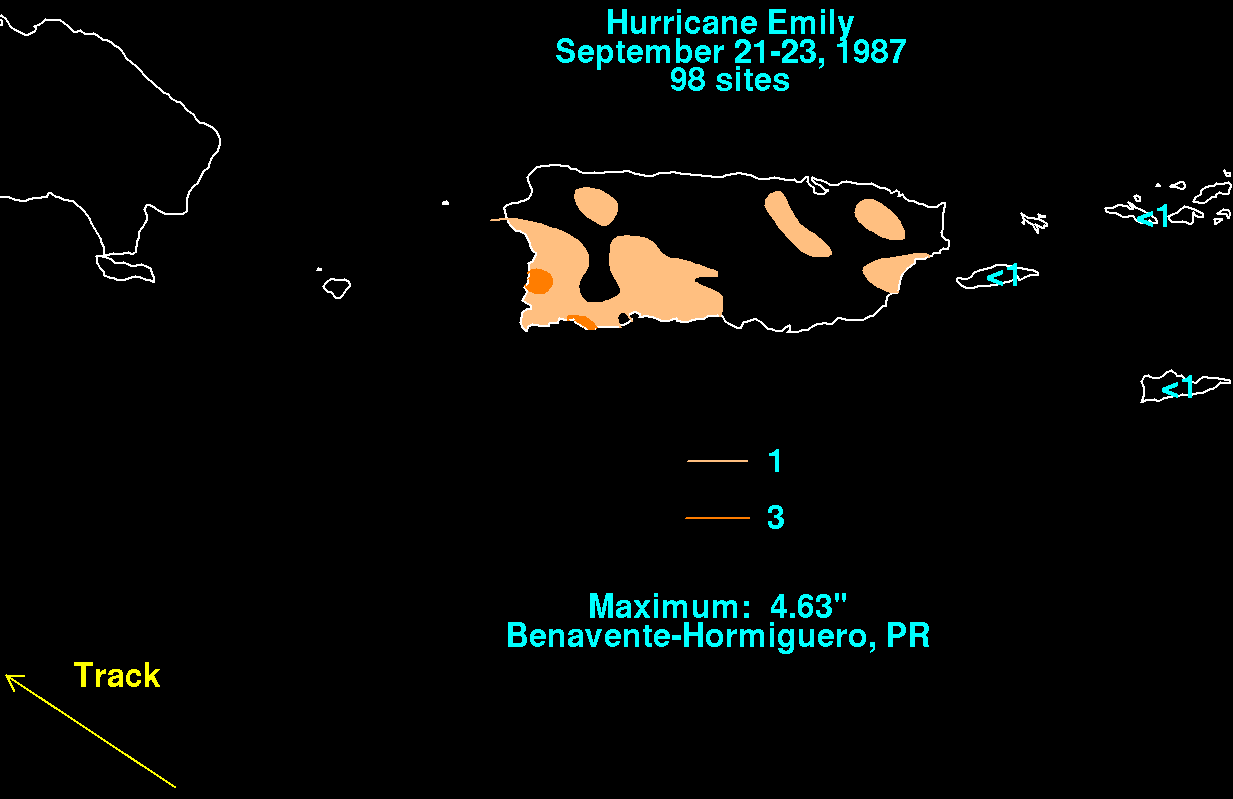
飓风艾米莉在波多黎各的降水分布

艾米莉以热带风暴强度经过小安的列斯群岛，在多个岛上降下暴雨。巴巴多斯因狂风导致大范围地区的房屋屋顶受损，还有许多树木倒塌，输电线缆中断，岛上经济损失达到十万美元。圣文森特岛的香蕉产业受到重创，约有70%的作物被毁。全岛各地的学校在气旋来袭前关闭，岛上在六小时内就降下76毫米雨量，导致洪水泛滥，八户居民被迫离开家园，该岛的损失总额约为19万1000美元，其中大部分是因山体滑坡所致。艾米莉的外围雨带令波多黎各西南部普降中雨，最高降雨量有118毫米。
飓风在多米尼加共和国降下暴雨，引发大面积泥石流并夺走两条人命，另有一人因踩到断裂的电缆触电身亡，风暴过后，估计该国有5000人流离失所。气旋在多米尼加共和国产生的最高降雨量为117毫米，该国农业受灾特别严重，损失数额达3000万美元。艾米莉过去后，该国有数以百计的志愿者协助政府官员清理灾区，并向疏散到避难所的灾民伸出援手。红十字会同样向当地派出支援，援助无家可归的灾民。整场飓风一共造成三人死亡，经济损失达8030万美元。
艾米莉在海地上空经过，但没有造成重大破坏和人员丧生，这主要是因为该国山区的森林覆盖率还比较高，估计达到原有水平的四分之一。相比之下，这些森林到2004年时已经只剩下1.4%。此外，风暴还在巴哈马产生时速95公里的大风，最高降雨量34毫米。
气象部门起初估计，艾米莉即便经过百慕大，风速也不会太强，结果岛上居民被时速达150公里的狂风杀了个措手不及。汽车和船只所受影响最大，还有部分房屋同样在风暴经过期间受到重创。飓风在该岛共计造成5000万美元损失，幸而无人遇难。时速超过180公里的阵风导致16人受伤，约有230幢建筑的屋顶被掀。当地机场关闭，楼房的大片屋顶被吹飞。许多汽车和船只被气旋掀翻，还有一艘载有700人的游轮从系泊处脱离。风暴登陆前，百慕大政府官员切断岛上九成地区的供电，保护电网安全。此外，还有报导称艾米莉催生出多场龙卷风，但这些消息没有得到证实。艾米莉是1948年后袭击百慕大的最强飓风。